# Crinum erubescens
Crinum erubescens là một loài thực vật có hoa trong họ Amaryllidaceae. Loài này được L.f. ex Aiton mô tả khoa học đầu tiên năm 1789.

## Hình ảnh

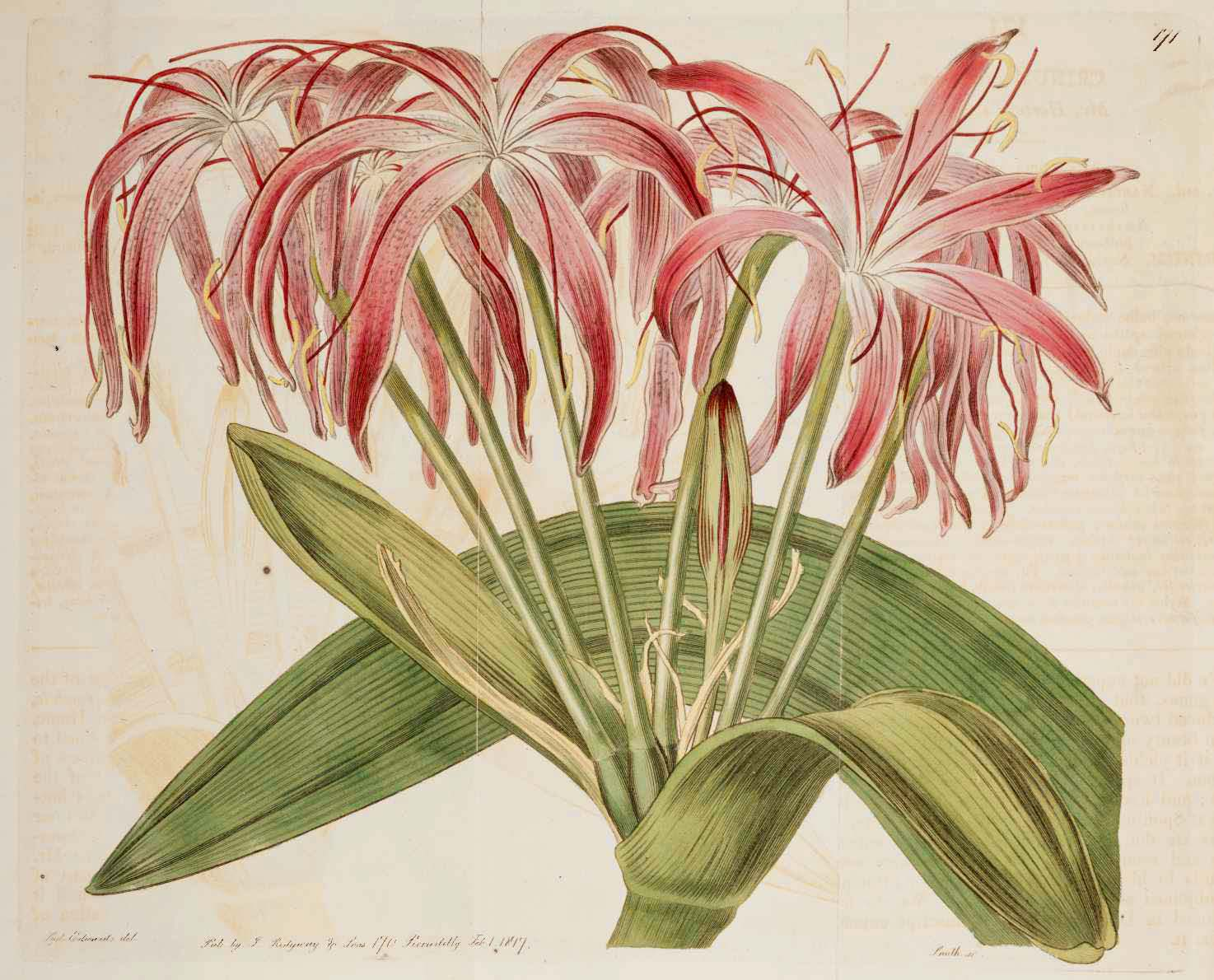
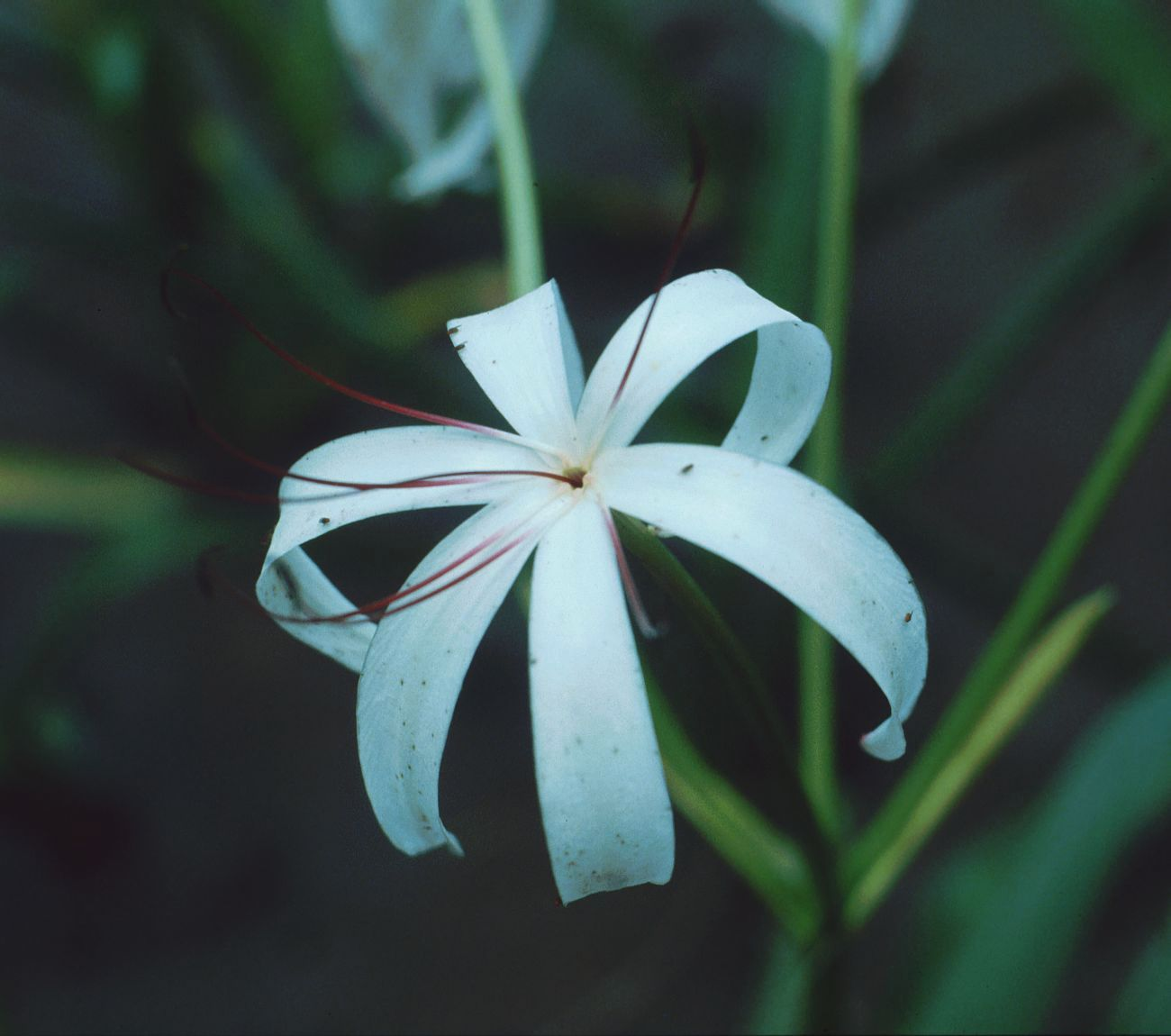
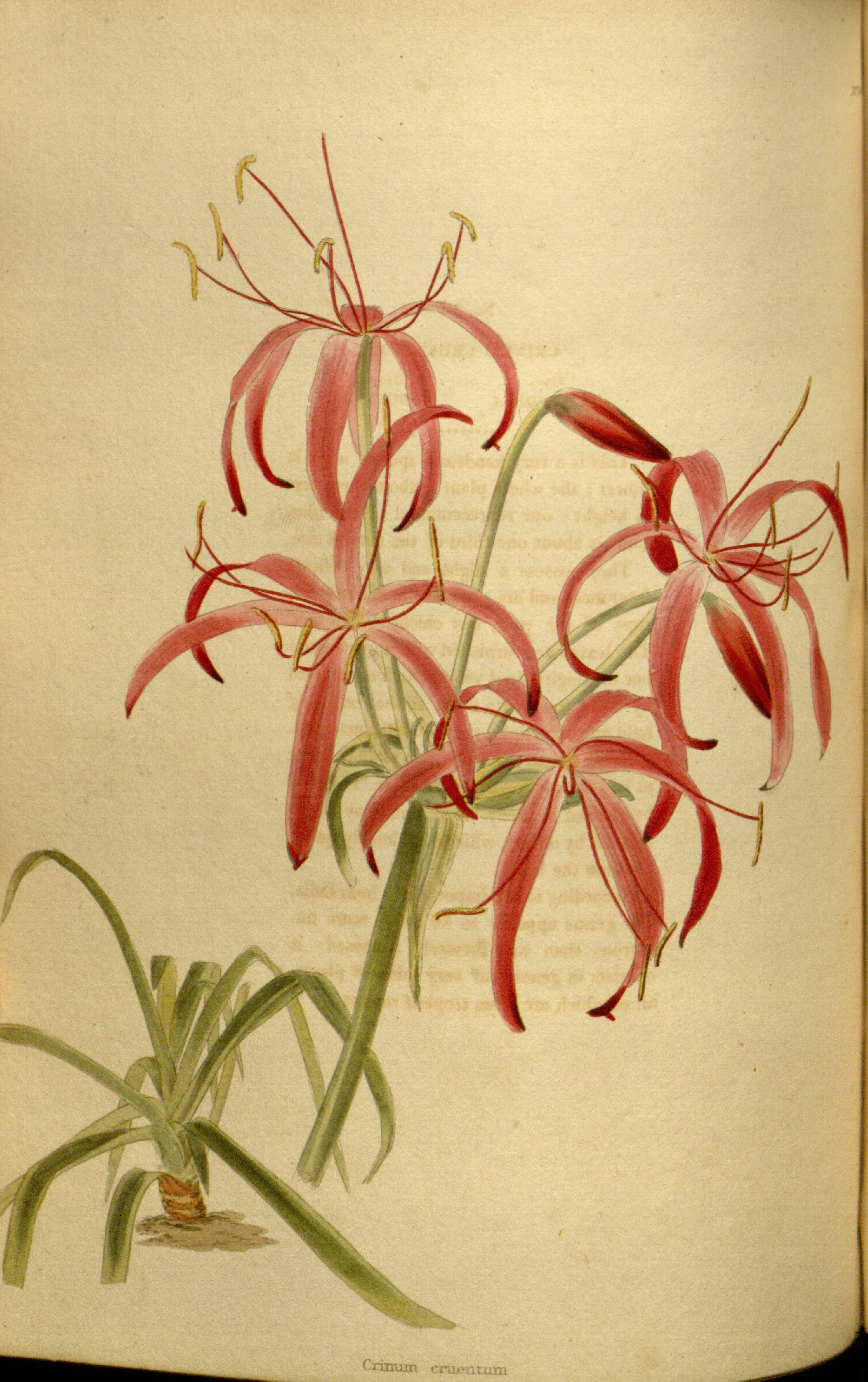
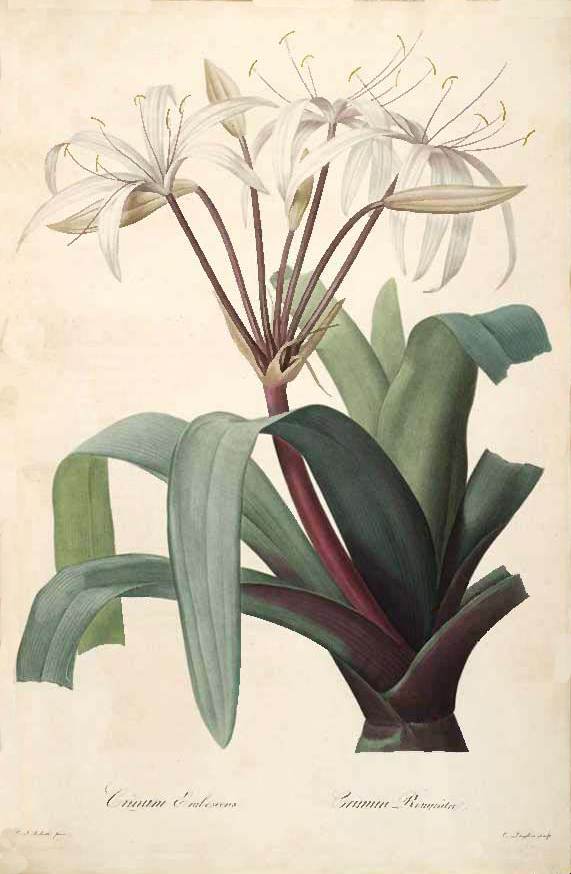